# Jagdkommando M
Jagdkommando "M" (ros. Истребительная команда Мартыновского) – ochotniczy oddział wojskowy SD złożony z Rosjan podczas II wojny światowej.
W listopadzie 1941 r. w Łudze została sformowana rozpoznawczo-antypartyzancka grupa wojskowa, składająca się z 8 ochotników. Na jej czele stanął Nikołaj A. Martynowski, b. kapitan Armii Czerwonej. Rosjanie do wiosny 1942 r. obchodzili okoliczne wsie, udając członków ruchu oporu. W ten sposób rozpoznawali miejsca dyslokacji oddziałów i grup partyzanckich oraz sowieckich zrzutków spadochronowych, a także dowiadywali się o osobach, które pomagały partyzantom. Następnie likwidowali te oddziały partyzanckie i zrzutków spadochronowych. W kwietniu 1942 r. grupa N. A. Martynowskiego została przeorganizowana w oddział zbrojny, liczący ok. 70 osób. Otrzymał on oficjalną nazwę Jagdkommando "M". Był on podporządkowany miejscowemu SD, na czele którego stali SS-Standartenführer Otto Skorzeny i SS-Standartenführer Knolle. W późniejszym czasie oddział rozrósł się do ponad 200 ludzi. Byli oni uzbrojeni w zdobyczne sowieckie karabiny ręczne i kilka karabinów maszynowych, a także prawdopodobnie 1 lub 2 lekkie moździerze. Funkcję zastępcy N. A. Martynowskiego objął Igor L. Reszetnikow. Od maja do września tego roku oddział działał w okręgu noworżewskim, do października - ostrowskim, do lutego 1944 r. - siebieżskim, zaś do marca tego roku - ponownie ostrowskim i pytałowskim. Członkowie oddziału nosili odzież cywilną, zaś N. A. Martynowski mundur kapitana Armii Czerwonej ze Złotą Gwiazdą Bohatera Związku Radzieckiego. Oprócz działalności antypartyzanckiej oddział zajmował się grabieżami i mordowaniem niewinnych mieszkańców okolicznych wsi. Ogółem przypisano im zabicie ok. 100 osób cywilnych, w tym starców, kobiet i dzieci. Schwytani partyzanci byli rozstrzeliwani przed szeregiem członków oddziału. Część partyzantów było włączanych do oddziału, ale wcześniej musieli zabić swoich dotychczasowych towarzyszy broni. W marcu 1944 r. oddział został przeniesiony na okupowaną Białoruś, gdzie w rejonie Połocka i Drysy dalej zwalczał partyzantkę. We wrześniu tego roku N. A. Martynowski został zabity przez jego zastępcę I. L. Reszetnikowa. Miało to nastąpić z powodu planów N. A. Martynowskiego przedostania się z rodziną do Szwajcarii. Według części źródeł I. L. Reszetnikow faktycznie chciał przejąć władzę nad oddziałem. Pod koniec 1944 r. trafił on na ziemie polskie, gdzie oddział został podporządkowany SS-Jagdverband "Ost" pod dowództwem SS-Sturmbannführera Adriana von Foelkersama. Stał się 3 kompanią (antypartyzancką), na czele której stanął w stopniu Hauptsturmführera Waffen-SS I. L. Reszetnikow. Kompanię uzupełnili ochotnicy zwerbowani przez I. L. Reszetnikowa w obozie jenieckim w Cieszynie. Wkrótce oddział został przeniesiony do Chorwacji. W styczniu 1945 r. w walkach z Armią Czerwoną pod Inowrocławiem został rozbity. Większość jego członków poległa. 39 dostało się do niewoli i zostali osądzeni (10 rozstrzelano, pozostali dostali kary wieloletniego pobytu w łagrach). Udało się natomiast ocaleć dowódcy oddziału I. L. Reszetnikowi, który przedostał się do niemieckich pozycji, po czym został przetransportowany do sztabu SS-Hauptsturmführera Otto Skorzenny'ego. Odkomenderowano go do szkoły dywersantów, ale rozchorował się, przebywając w szpitalu do końca wojny. Po jej zakończeniu nawiązał współpracę z wywiadem amerykańskim. W 1948 r. został wysłany do sowieckiej strefy okupacyjnej, ale szybko aresztowano go. W 1963 r. w Pskowie został skazany na karę śmierci.